# Comuna de Kętrzyn
Kętrzyn (polaco: Gmina Kętrzyn) é uma gminy (comuna) na Polónia, na voivodia de Vármia-Masúria e no condado de Kętrzyński. A sede do condado é a cidade de Kętrzyn.
De acordo com os censos de 2004, a comuna tem 8369 habitantes, com uma densidade 29,3 hab/km².

## Área
Estende-se por uma área de 285,73 km², incluindo:
- área agricola: 65%
- área florestal: 19%

## Demografia
Dados de 30 de Junho 2004:
|                      | Total   | Total | Mulheres | Mulheres | Homens  | Homens |
| -------------------- | ------- | ----- | -------- | -------- | ------- | ------ |
|                      | pessoas | %     | pessoas  | %        | pessoas | %      |
| População            | 8369    | 100   | 4135     | 49,4     | 4234    | 50,6   |
| Densidade (pop./km²) | 29,3    | 100   | 14,5     | 14,5     | 14,8    | 14,8   |

De acordo com dados de 2002, o rendimento médio per capita ascendia a 1563,75 zł.

## Comunas vizinhas
- Barciany, Giżycko, Kętrzyn, Korsze, Mrągowo, Reszel, Ryn, Srokowo, Węgorzewo